# Ernest de Leiningen
Ernest Leopold Victor Carl August Joseph Emich de Leiningen (en allemand : Ernst Leopold Victor Carl August Joseph Emich Fürst zu Leiningen), quatrième prince de Leiningen, est né le 9 novembre 1830 à Amorbach, en royaume de Bavière, et est décédé dans cette même ville le 5 avril 1904. Neveu de la reine Victoria, c'est un prince allemand au service de la Marine du Royaume-Uni et un candidat au trône de Grèce lors de la vacance du pouvoir à Athènes en 1862-1863.

## Famille
Ernest de Leiningen est le fils aîné du prince Charles de Leiningen  (1804-1856), lui-même demi-frère de la reine Victoria du Royaume-Uni (1819-1901), et de son épouse la comtesse Maria Klebelsberg (1806-1880).
Le 11 septembre 1858, il épouse à Karlsruhe la princesse Marie de Bade (1834-1899), fille du grand-duc Léopold Ier de Bade (1790-1852) et de la princesse Sophie de Suède (1801-1865). De ce mariage, naissent deux enfants :
- Alberta (1863-1901), princesse de Leiningen ;
- Emich (1866-1939), cinquième prince de Leiningen, qui épouse la princesse Féodore de Hohenlohe-Langenbourg (1866-1932)[1].

## Biographie

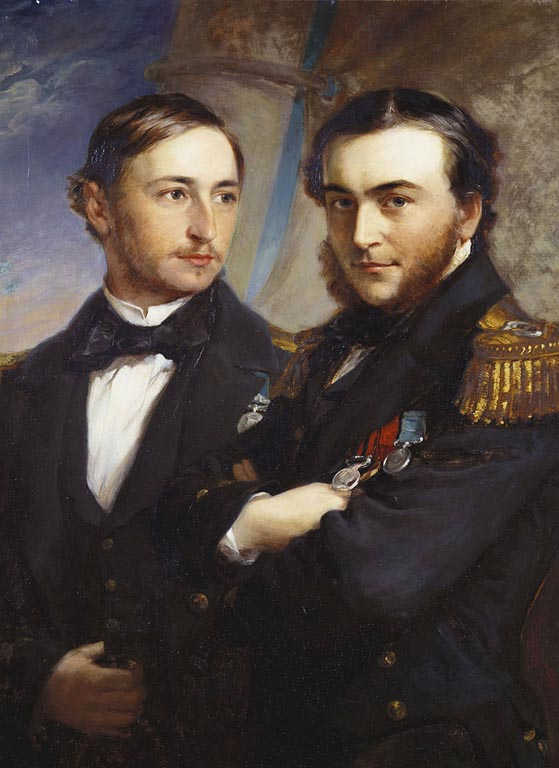
Le prince Ernest de Leiningen, avec son cousin le prince Victor de Hohenlohe-Langenbourg.

Neveu de la reine Victoria, le prince Ernest de Leiningen s’engage dans la Royal Navy. Il devient ainsi capitaine et obtient le commandement d’un vaisseau de ligne de l’escadre de Malte.
Au début des années 1850, il participe à la guerre de Crimée et combat notamment dans la région du Danube.
En 1856, il succède à son père et devient le quatrième prince de Leiningen. Il devient alors également membre de la Chambre des pairs (de) de Bavière. 
En 1863, il est proposé par le gouvernement britannique dirigé par lord Palmerston comme candidat à la succession du roi Othon Ier sur le trône de Grèce. Mais le prince refuse cet honneur et c’est finalement le prince Guillaume de Danemark qui est élu roi sous le nom de Georges Ier.